# Richenza von Boyneburg
Richenza von Boyneburg (* um 1100; † vor 1145) war Gräfin von Regenstein-Blankenburg.
Ihre Eltern waren wahrscheinlich der Northeimer Graf Siegfried III. von Boyneburg und Adelheid.
Sie heiratete Poppo I. von Blankenburg. Ihre Kinder waren Reinhard, Konrad, Siegfried und Judith, welche Äbtissin im Kloster Drübeck wurde.